# Alt! Arena arrivo!
Alt! Arena arrivo! è una serie di concerti-evento del cantautore italiano Renato Zero, svoltisi presso l'Arena di Verona dal 1º al 3 giugno 2016, legata all'album Alt.
Parti dei tre concerti sono state trasmesse su Rai 1 il 17 settembre 2016 e, in replica, il 6 maggio 2017, con il titolo Arenà - Renato Zero si racconta. Nel DVD, oltre al concerto dell'artista, sono presenti dei brevi video, in cui Zero dialoga con Sergio Castellitto e Carlo Giuffré all'interno del suo camerino. In uno dei video presenti nel DVD fanno una breve apparizione anche Carlo Conti, Giorgio Panariello e Leonardo Pieraccioni.

## Date
| # | Data           | Città  | Luogo           |
| - | -------------- | ------ | --------------- |
| 1 | 1º giugno 2016 | Verona | Arena di Verona |
| 2 | 2 giugno 2016  | Verona | Arena di Verona |
| 3 | 3 giugno 2016  | Verona | Arena di Verona |

## Scalette
Di seguito sono riportate le specifiche scalette (con annesse variazioni) dei tre concerti-evento, ciascuno inframezzato da un intervallo di 15 minuti.
Sono sottolineati i brani provenienti dall'album correlato allo spettacolo, Alt.

### 1º giugno

#### Primo tempo
1. Non dimenticarti di me (inedito)
2. Vivo
3. Chiedi
4. Figli della guerra
5. In questo misero show
6. Una magia
7. La lista
8. Il cielo è degli angeli
9. Voyeur
10. Mentre aspetto che ritorni
11. Il tuo sorriso
12. Cercami
13. Inventi
14. Voglia d'amare
15. Figaro

#### Secondo tempo
1. Più su
2. Spiagge (con Emma Marrone)
3. Sempre (con Emma Marrone)
4. Magari
5. Perché non mi porti con te
6. I nuovi santi
7. La voce che ti do
8. Sesso o esse
9. Gesù
10. Lune per noi (Neri per Caso)
11. Galeotto fu il canotto
12. In apparenza
13. Amico (con Francesco Renga)
14. Rivoluzione
15. Alla tua festa
16. Gli anni miei raccontano
17. I migliori anni della nostra vita
18. Il cielo

### 2 giugno

#### Primo tempo
1. Non dimenticarti di me (inedito)
2. Vivo
3. Chiedi
4. Figli della guerra
5. In questo misero show
6. Una magia
7. La lista
8. Il cielo è degli angeli
9. Voyeur
10. Mentre aspetto che ritorni
11. Il tuo sorriso
12. Cercami (con Elisa)
13. Almeno tu nell'universo (Elisa)
14. Inventi
15. Voglia d'amare
16. Figaro

#### Secondo tempo
1. Più su
2. Spiagge
3. Magari
4. Perché non mi porti con te
5. I nuovi santi
6. La voce che ti do
7. Sesso o esse
8. Gesù
9. Lune per noi (Neri per Caso)
10. Galeotto fu il canotto
11. In apparenza
12. Rivoluzione
13. Amico (con Francesco Renga)
14. Medley (Francesco Renga)
15. Alla tua festa
16. Gli anni miei raccontano
17. I migliori anni della nostra vita
18. Il cielo

### 3 giugno

#### Primo tempo
1. Non dimenticarti di me (inedito)
2. Vivo
3. Chiedi
4. Figli della guerra
5. In questo misero show
6. Una magia
7. La lista
8. Il cielo è degli angeli
9. Voyeur
10. Mentre aspetto che ritorni
11. Il tuo sorriso
12. Cercami
13. Inventi
14. Voglia d'amare
15. Figaro

#### Secondo tempo
1. Più su
2. Spiagge
3. Magari
4. Perché non mi porti con te
5. I nuovi santi
6. La voce che ti do
7. Sesso o esse
8. Gesù
9. Lune per noi (Neri per Caso)
10. Galeotto fu il canotto
11. In apparenza
12. Rivoluzione
13. Amico
14. Alla tua festa
15. Gli anni miei raccontano
16. I migliori anni della nostra vita
17. Il cielo

## Formazione
Zero è accompagnato sul palco dalla band di 11 musicisti e dagli 8 elementi del coro Wacciuwari.
Gli arrangiamenti sono a cura del M° Alterisio Paoletti e del M° Adriano Pennino.

### Band
- Danilo Madonia - direzione musicale, pianoforte e tastiere
- Lele Melotti - batteria
- Lorenzo Poli - basso
- Fabrizio Leo - chitarre
- Giorgio Cocilovo - chitarre
- Bruno Giordana - tastiere e sax
- Rosario Jermano - percussioni
- Stefano Bergamaschi - tromba
- Emanuele Feliciani - tromba
- Elisabetta Mattei - trombone
- Fabio Tullio - sax

### Orchestra
Il contributo dell'Orchestra Piemme Project, coordinata dal primo violino Prisca Amori, è pre-registrato e aggiunto in modalità virtuale sul ledwall che funge da fondale, in modo analogo a quanto accaduto in Zero il Folle in Tour (2019) e in Zero a Zero - Una sfida in musica (2023).

### CoroWacciuwari
- Silvia Aprile
- Serena Caporale
- Serena Carta Mantilla
- Andrea D'Alessio
- Antonio Granato
- Frankie Lovecchio
- Yuri Magliolo
- Marica Ranno
- Zoe Ranno
- Riccardo Rinaudo